# Mr. Inquisitive (film 1907)
Mr. Inquisitive è un cortometraggio muto del 1916 diretto da Gilbert M. 'Broncho Billy' Anderson e interpretato dal comico Ben Turpin nel ruolo del titolo.

## Trama
Mr. Inquisitive si mette in testa un'idea, quella di indagare su tutto ciò che gli capita sotto gli occhi.

## Produzione
Il film fu prodotto dalla Essanay Film Manufacturing Company.

## Distribuzione
Distribuito dall'Essanay Film Manufacturing Company, il film - un cortometraggio di poco più di 197 metri - uscì nelle sale cinematografiche USA il 24 agosto 1907.